# Мартінас Кукта
Мáртінас Кýкта, іноді Мáртин Кýхта (лит. Martynas Kukta, біл. Марцін Кухта; 1 лютого 1875, Куркляй, Вількомирський повіт, Ковенська губернія, Російська імперія — 23 червня 1956, Каунас, Литовська РСР, СРСР) — друкар та видавець, випускав книги литовською, білоруською, польською і російською мовою. Брат Юозапаса Кукти.

## Життєпис

### Дитинство і навчання
Походив із багатодітної селянської родини. Навчився читати ще в дитинстві. 1888 року переїхав до Вільнюса, де здобув початкову освіту у чотирирічній церковнопарафіяльній школі. 1890 року у друкарні Віленського воєнного округу склав вступний іспит та став учнем друкаря. Через десять років був підвищений до молодшого друкаря та переведений до Віленської губернської друкарні, проте звідти незабаром переїхав до Санкт-Петербурга, де був мобілізований до Російської імператорської армії. У столиці вчився працювати при військових друкарнях збирачем листів та метранпажем.

### Діяльність до 1914 року
Після скасування заборони литовського друку латинським шрифтом повернувся до Вільнюса і допоміг Петрасу Вілейшису заснувати друкарню. Тут була започаткована перша ліберальна литовська щоденна газета «Vilniaus žinios» (укр. «Віленські вісті»). Кукта очолював її випуск з 1904 по 1906 рік.

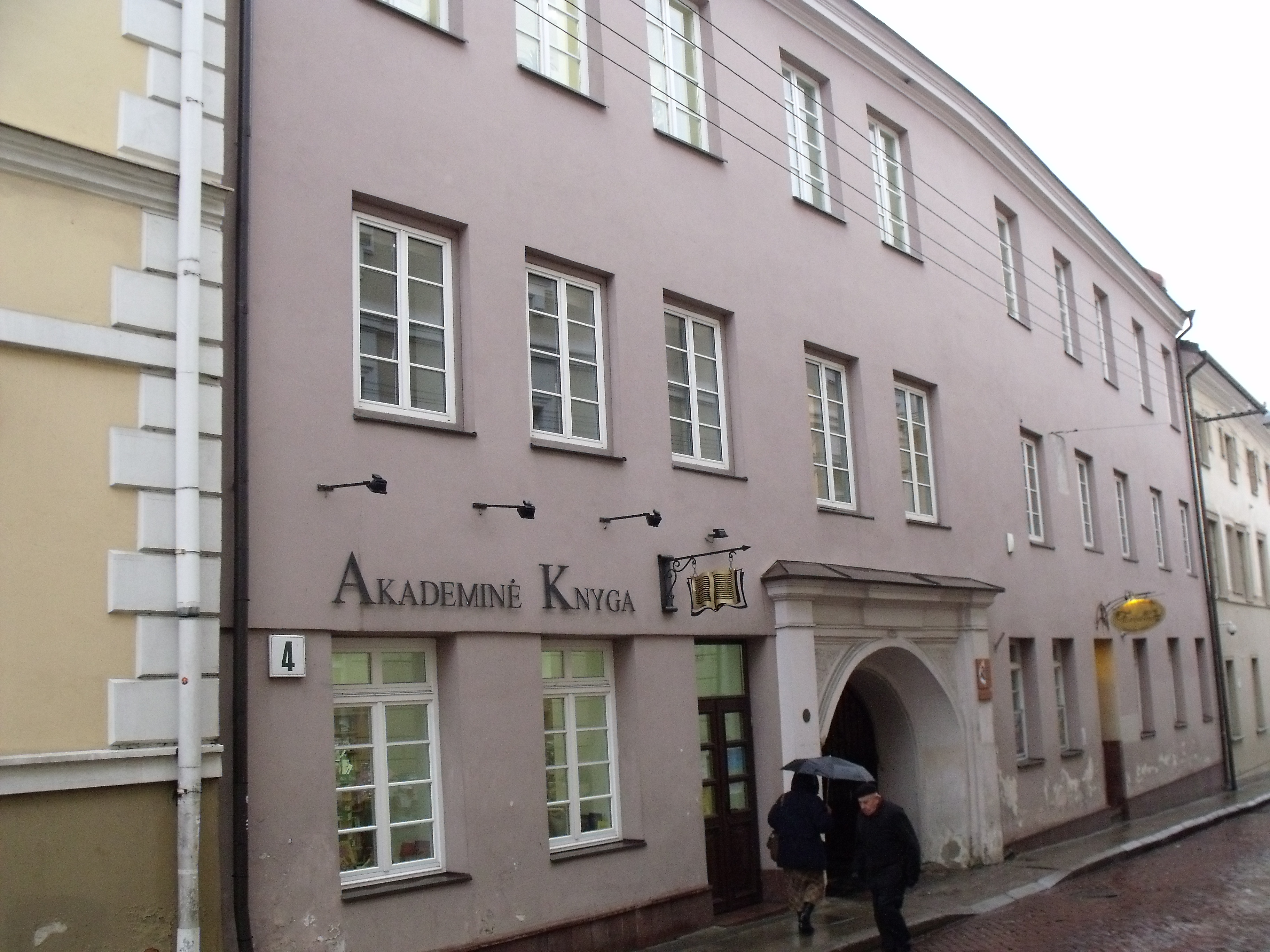
Будинок на вулиці Університето, 4, де у 1906—1911 рр. існувала друкарня Мартіна Кухти

У березні 1906 року відкрив власну друкарню з дозволом видавати книги та періодику всіма європейськими мовами. Для друку були закуплені шрифти майстерень Лемана та Ольгербранда загальною вагою понад 300 пудів. Кількість працівників у друкарні у різні роки змінювалась від 15 до 21. Спочатку друкарня розташовувалась за адресою вул. Дворцова, 4 (зараз — вул. Університето), а у травні 1911 року її було перенесено на вулицю Татарську, 20 (зараз — вул. Тоторю). До Першої світової війни була найбільшою в Литві.
10 листопада 1906 р. у друкарні вийшов перший номер газети «Наша Нива». Редакція не могла вчасно розрахуватися за друк та замовляла 5-6 випусків одразу, тому для продовження виготовлення власником було видано довгострокову позику. Набір газет обома шрифтами коштував 45 рублів. Коли борг редакції сягав 300 рублів, Кухта погрожував припинити друк, проте ніколи цього не робив, оскільки був прихильником білоруського культурного руху. Співробітники друкарні допомагали ховати конфісковані номери від цензури.
Наприкінці 1907 року друкарню було зачинено на два тижні через обвинувачення у друці забороненої літератури (а саме провокаційних віршів дружини Степонаса Кайриса Алоїзи Пашкевич).
Кухта продовжував видавати твори білоруських митців (Францішека Богушевича, Якуба Коласа, Констанції Буйло та інших), календарі, збірки «Нашої Ниви», фольклорні видання, книги для медиків, перекладну літературу. Серед видань були і заборонені цензурою (наприклад, «Скрыпка беларуская»).
1914 року тиражем 2000 примірників у друкарні вийшла єдина прижиттєва збірка Максима Богдановича, «Вінок». Проте на обкладинці зазначено 1913 як рік друку, адже через нестачу коштів рукопис пролежав у шафі майже 6 місяців. На знак вдячності Богданович пише:
|  | Ў краіне сьветлай, дзе я ўміраю У белым доме ля сіняй бухты Я не самотны, я кнігу маю З друкарні пана Марціна Кухты. |

Це були останні рядки поета, написані в Ялті навесні 1917 року.
До Першої світової війни друкарня Кухти видала литовською мовою понад 300 книг і брошур, а також періодичні видання, такі як: газети «Lietuvos žinios» (укр. «Новини Литви»), «Viltis» (укр. «Надія») «Žemdirbys» (укр. «Фермер»), журнали «Garsas» (укр. «Звук»), «Lietuvos bitininkas» (укр. «Литовський пасічник»), видання спілки «Lietuvių tauta» (укр. «Литовський народ»). Також було випущено декілька видань польською та російською мовою.

### Перша світова війна
Перша світова війна не перервала діяльності друкарні. Тут продовжували виходити «Наша Нива» (до серпня 1915 р.), «Lietuvos aidas», публікувалося звернення Білоруського товариства допомоги постраждалим від війни «До громадян Білорусі» .
Під час німецької окупації Вільнюса тут друкували газету «Гоман». У 1917 році з нагоди 400-річчя від дня виходу першої книги Франциска Скорини друкарня випустила спеціальну листівку.

Кухта неодноразово зазнавав переслідувань. За наполяганням Петраса Клімаса Кукта першим відтворив у 1918 році Акт незалежності Литви. Документ було розміщено на першій шпальті чергового випуску «Lietuvos aidas». Вже 19 лютого газету читали по всій Литві. Коли про це дізналася влада, німецькі солдати здійснили погром на друкарню та на кілька днів помістили Кукту під варту.

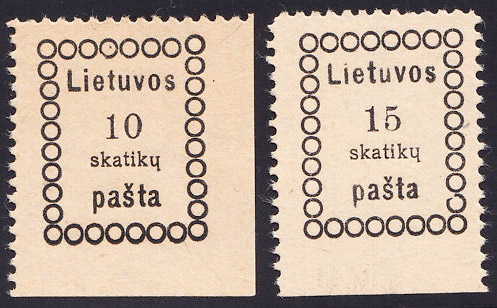
Литовські поштові марки, надруковані Кухтою

### Міжвоєнний період. Окупація польськими військами
У середині 1918 року видано «Білоруську граматику для шкіл» Броніслава Тарашкевича та часопис «Крывічанін». Того ж року у друкарні почали випускати литовські поштові марки.
Уряд Литви у 1919 році викупив друкарню для офіційного видання «Литва». Друкарня у Вільнюсі була реорганізована власником та його новими однодумцями та перейменована на «Švyturys» (укр. «Маяк»).
У новій установі виходили білоруські видання, такі як: збірка «З чаго ліха на сьвеце: беларускія казкі» (укр. "Звідки лихо у світі: білоруські казки; 1919), «Элемэнтарная альгебра» А. Кисельова у 2 частинах для шкіл («Елементарна алгебра»; 1921—1922), перший номер часопису «Білоруське життя», 6 випусків газети «Громадянин».
У 1924 році друкарня переїхала до Каунаса. Після банкрутства «Маяка» активи у 1928–1929 рр. перейшли до новоствореного товариства-союзу з державною установою, змінивши назву на «Spindulys» (укр. «Промінь»). Більша частина інвестицій нової фірми належала Міністерству фінансів, тому «Промінь» став сучасною друкарнею з палітурною майстернею, повністю обладнаною для виконання будь-яких замовлень.

### Припинення друкарської діяльності. Останні роки життя
Мартінас Кухта продовжував видавати книги та календарі до 1934 року. На той час він мав дві плоскодрукарські машинки та інше обладнання для 7-12 робітників. У другій половині 1930-х років друкарня збанкрутувала через надмірну довіру власника до колег по бізнесу та обтяжливого зобов'язання повернути велику позику.
Полишивши друкарську справу з 1935 року, видавець кілька років працював в архіві Литовського сільськогосподарського банку. Це врятувало Кукту від репресій у 1940 році після встановлення окупаційної радянської влади в Литві.
Після війни друкар працював писарем у Каунаській музичній школі. Він жив за рахунок продажу власної колекції картин (переважно російських художників).
Помер 26 червня 1956 року, похований на Петрашунському цвинтарі в Каунасі.

## Вшанування пам'яті

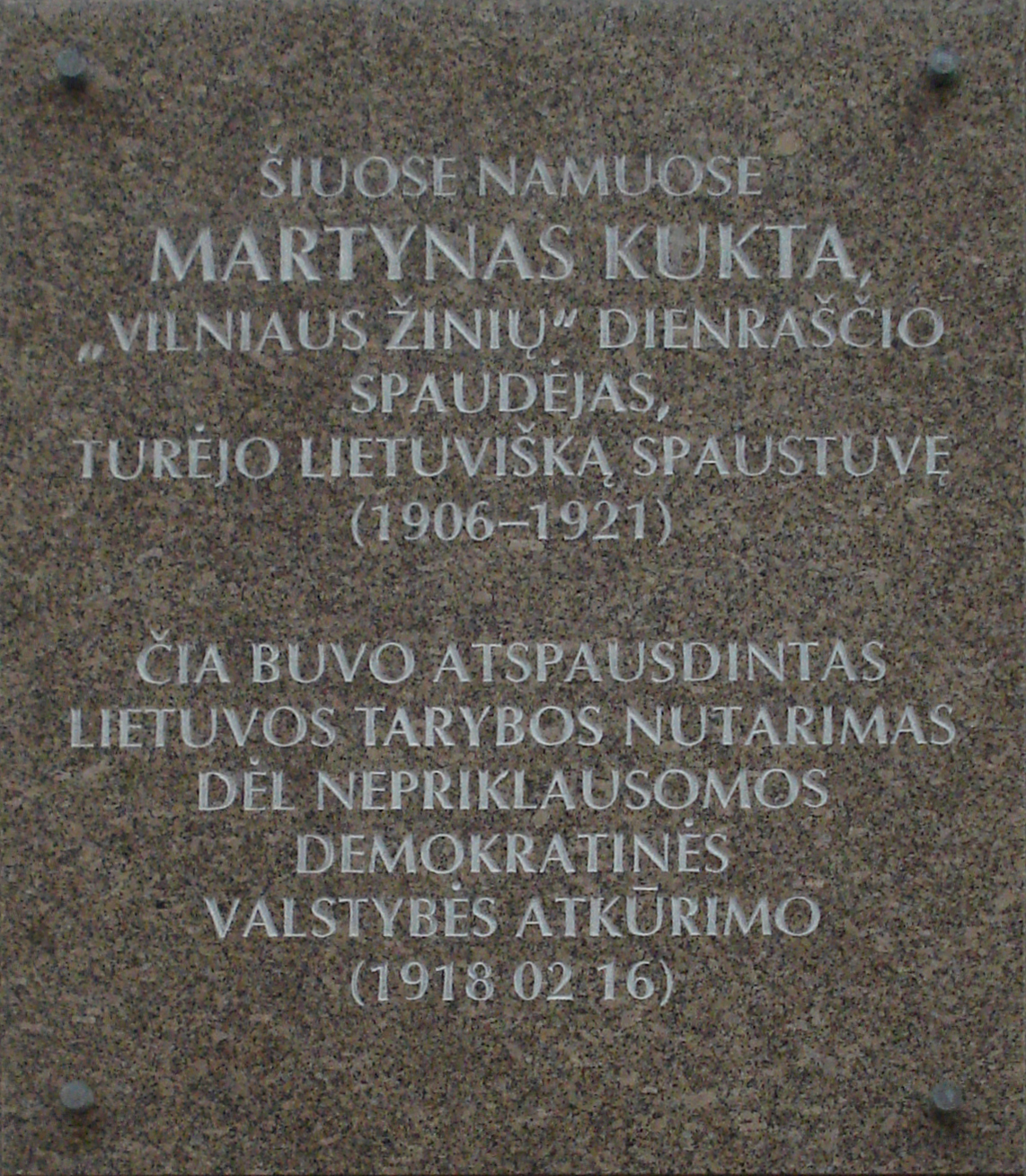
Меморіальна дошка на будинку, де після 1911 р. розміщувалася друкарня М. Кукти (вул. Тоторю, 20, Вільнюс)

У 2003 році один із засновників вільнюської білоруської громадської організації «Сябрына» (укр. «Друг») Валентин Стех знайшов поблизу Каунаса онука Мартінаса Кухти, сина дочки друкаря Эдмундаса Манставічуса (укр. Едмундас Манставічус). Білоруська журналістка Тетяна Сапач (Дубовець) запросила його взяти участь в одній із програм білоруською мовою на литовському національному телебаченні «Віленскі сшытак» (укр. «Віленський зошит»).
2005 року у Вільнюсі відкрито меморіальну дошку, присвячену Мартіну Кухті. На відкритті разом з Маставічусом була присутня його донька, правнучка друкаря Лідзя Гінёцене (укр. Лідія Гіньотене). Літературознавець Микола Трус після знайомства з нею опублікував у пресі низку статей про друкаря.